# Octave Callandreau
Pierre Jean Octave Callandreau (1852-1904) est un astronome français.

## Biographie
Il est le petit-fils de Pierre Callendreau, député de la Charente et le frère d'Amédée Callandreau, notaire, ecrivain et généalogiste. Il est diplômé de l'École polytechnique (Promotion X1872), il entre à l'observatoire de Paris en 1874. Il porte le titre d'astronome adjoint au moins à partir de 1884 et en devient astronome titulaire en 1897.
En 1880, il est reçu docteur ès-sciences mathématiques à la Faculté des sciences de Paris. Sa thèse portait sur la Détermination des perturbations d'une petite planète, par les méthodes de M. Gylden : Application à Héra.
En 1884, il devient rédacteur au Bulletin astronomique et en 1893 il est nommé professeur d'astronomie et de géodésie à l'École polytechnique. La même année, il est élu membre de l'Académie des sciences dans la section d'astronomie.
Il a été président de la Société Astronomique de France (SAF), de 1899 à 1901.
Le 15 octobre 1899, à l'occasion de l'inauguration de la statue de Félix Tisserand à Nuits-Saint-Georges, il prononce l'un des discours (les autres étant prononcés par Bassot, Maurice Lœwy et Henri Poincaré).
Durant les trente années de sa carrière d'astronome, il travailla notamment, de 1884 à 1890, sur les figures d'équilibre de diverses planètes et corps célestes (travaux récompensés par un prix décerné par l'Académie des sciences en 1890), sur l'influence de Jupiter sur un groupe de comètes, sur ses petites planètes satellites et ses anneaux, et se livra à de nombreux calculs d'orbites.
Il épouse Sophie de Luynes.

## Principales publications
- Détermination des perturbations d'une petite planète, par les méthodes de M. Gylden : Application à Héra. Suivi de Propositions données par la faculté, Paris, Gauthier-Villars, 1880, 47 p, [numérisé par la Bibliothèque universitaire Pierre et Marie Curie (BUPMC)]
- Avec Louis Fabry, Tables numériques destinées à faciliter le calcul des éphémérides des petites planètes, Paris, Gauthier-Villars, s. d., 12 p., publié à l'origine dans le Bulletin astronomique, octobre 1885
- Avec Félix Tisserand, Traité de mécanique céleste